# Drosophila nakanoi
Drosophila nakanoi är en tvåvingeart som beskrevs av Zhang och Masanori Joseph Toda 1995. Drosophila nakanoi ingår i släktet Drosophila och familjen daggflugor.
Artens utbredningsområde är Indonesien.